# Putten (gemeente)

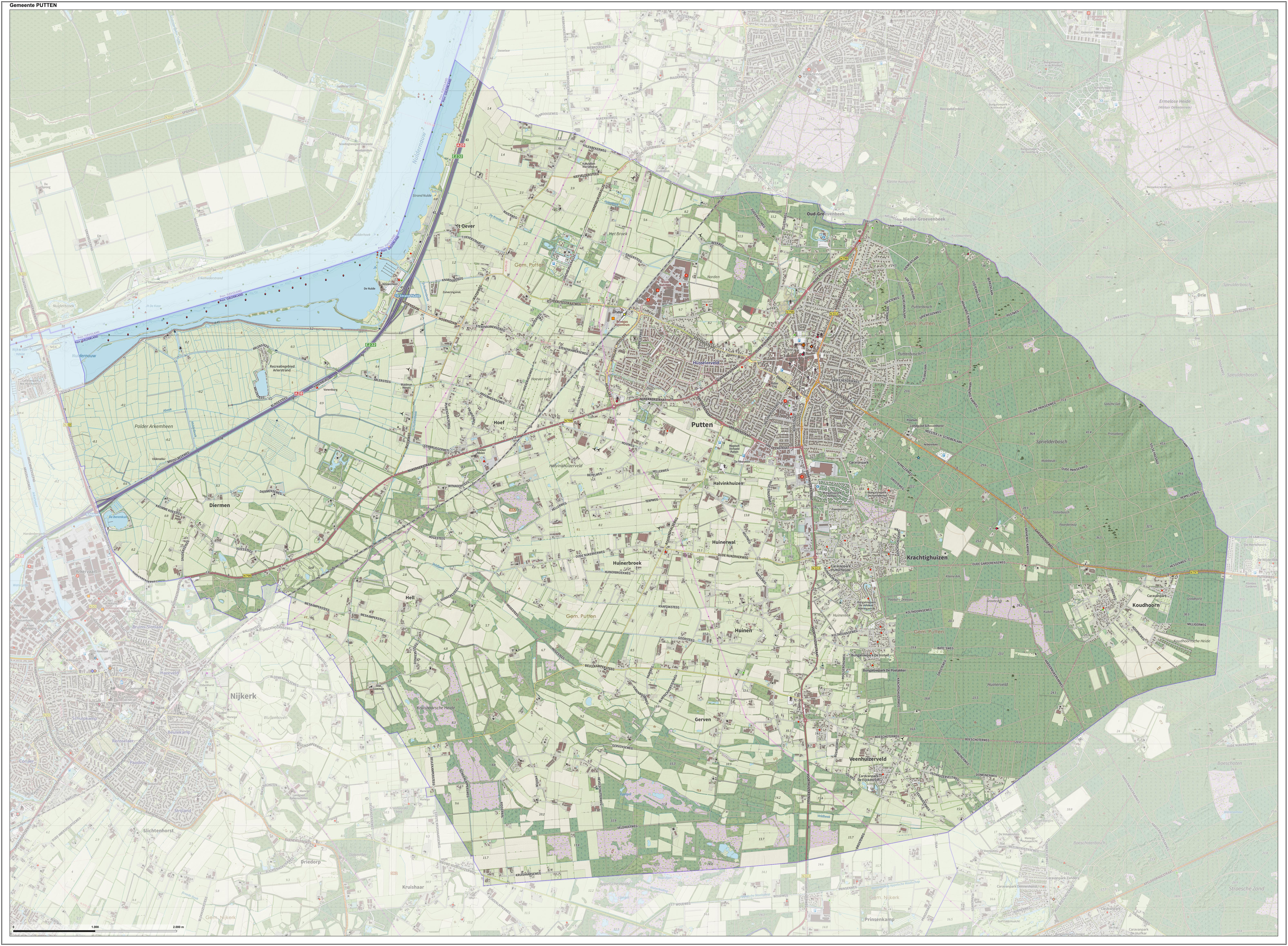
Topografische gemeentekaart van Putten, september 2022

Putten (uitspraakⓘ) is een gemeente in de Nederlandse provincie Gelderland. De gemeente bestaat feitelijk uit een woonplaats met de naam Putten, daar de overige buurtschappen binnen de gemeente onder de woonplaats Putten vallen. De gemeente telt 24.975 inwoners (1 januari 2024, bron: CBS) en heeft een oppervlakte van 87,45 km² (waarvan 2,41 km² water).

## Overige kernen
Bijsteren, Diermen, Gerven, Halvinkhuizen, Hell, Hoef, Huinen, Huinerbroek, Huinerwal, Koudhoorn, Krachtighuizen, Steenenkamer en Veenhuizerveld.

## Geschiedenis

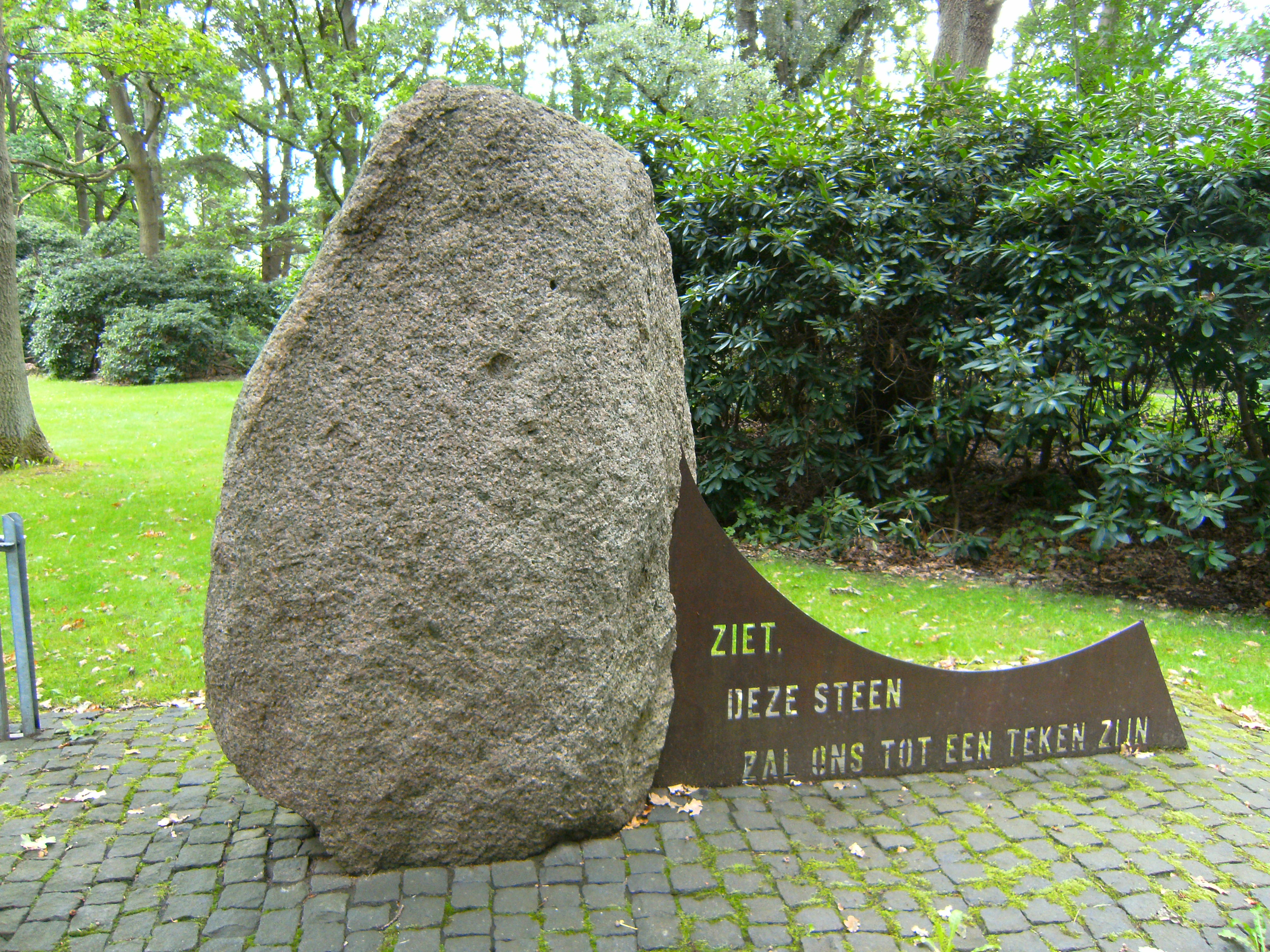
Monument in het kamp van Neuengamme in Hamburg: gedenksteen Putten. Herdenking aan het deporteren en de slachtoffers.

Putten heeft landelijke bekendheid door de razzia van Putten waarin de nazi's, in oktober 1944, een groot deel van de mannelijke bevolking afvoerden en vermoordden: 552 mannen kwamen hierbij om. De razzia was als represaille voor een aanval van het verzet op een auto van een Duitse officier.

## Landschap
In het oosten van de gemeente ligt de Veluwe, het grootste natuurgebied van Nederland. Een ander groot deel van de gemeente Putten bestaat uit akkerland, dat onderdeel is van de noordoostelijke hoek van de Gelderse Vallei. In het uiterste westen grenst de gemeente aan een van de randmeren rond Flevoland: het Nuldernauw. Hier heeft Putten een jachthaven en recreatiestranden.

## Politiek

### Gemeenteraad
De gemeenteraad van Putten bestaat uit 19 zetels. Hieronder staat de samenstelling van de gemeenteraad sinds 1978:
| Wij Putten                    | -  | -  | -  | -  | -  | -  | -  | -  | 4  | 5  | 5  | 4  |
| Gemeente-belangen Putten      | 2  | 2  | 3  | 3  | 5  | 4* | 4  | 5  | 3  | 2  | 3  | 3  |
| ChristenUnie                  | -  | -  | -  | -  | -  | 3* | 4  | 4  | 5  | 4  | 4  | 3  |
| CDA                           | 7  | 6  | 7  | 7  | 5  | 5  | 5  | 4  | 4  | 4  | 4  | 3  |
| SGP                           | 3  | 3  | 1  | 1  | 1  | 1  | 2  | 2  | 2  | 3  | 3  | 3  |
| VVD                           | 2  | 3  | 3  | 3  | 2  | 3  | 2  | 2  | 1  | 1  | -  | 3  |
| PvdA                          | -  | 1  | 2  | 2  | 1  | 1  | 1  | 2* | -  | -  | -  | -  |
| Gereformeerde Gezindte Putten | -  | -  | 3  | 3  | 4  | 1* | -  | -  | -  | -  | -  | -  |
| RPF                           | -  | 1  | -  | -  | -  | -  | -  | -  | -  | -  | -  | -  |
| D66                           | -  | -  | -  | -  | 1  | 1  | 1* | -  | -  | -  | -  | -  |
| Progressief Putten            | 3  | 1  | -  | -  | -  | -  | -  | -  | -  | -  | -  | -  |
| Totaal                        | 17 | 17 | 19 | 19 | 19 | 19 | 19 | 19 | 19 | 19 | 19 | 19 |

- Voor 1994 had Binding Rechts twee zetels en is in 1986 ontbonden, waarop men onder de naam Gemeentebelangen mee ging doen aan de raadsverkiezingen en drie zetels behaalde.
- Van 1986 t/m 1998 namen de RPF en het GPV, de voorlopers van de ChristenUnie, met een gemeenschappelijke lijst deel aan de verkiezingen genaamd de Gereformeerde Gezindte Putten.
- D66 had in 2002 een gemeenschappelijke lijst met GroenLinks.
- De Partij van de Arbeid had in 2006 een gemeenschappelijke lijst met GroenLinks.
- Wij Putten deed in 2010 voor het eerst mee aan de verkiezingen.

### College van B&W
De coalitie voor de periode 2022-2026 bestaat uit Gemeentebelangen Putten, ChristenUnie, SGP, en CDA. Het college van burgemeester en wethouders voor de periode 2022-2026 bestaat uit:
Burgemeester
- Henk Lambooij (SGP): Openbare orde en veiligheid; Bestuurlijke beleidscoördinatie; Lobby; Representatie; Burgerzaken; Internationale betrekkingen; Coördinerend portefeuillehouder handhaving; Regionale samenwerking; Stuurgroep BNLP

Wethouders
- Sander van Nieuwenhuizen (GBP): Openbare ruimte; Cultuur en erfgoed; Mobiliteit; Grondzaken en vastgoed; Onderwijshuisvesting, Integraal Huisvestingsplan (IHP); Monumenten; Ontsluiting Halvinkhuizen; Project Dorpscentrum
- Bertus Cornelissen (CU): Ruimtelijke ordening bebouwde kom; Volkshuisvesting en wonen; Duurzaamheid; Landschap en water; Halvinkhuizen; Personeel en organisatie
- Ewoud 't Jong (SGP): Ruimtelijke ordening buitengebied (inclusief stikstof/gebiedsproces); Financiën en economische zaken (inclusief economische aspecten Participatiewet); Milieu en Omgevingsdienst Noord-Veluwe (ODNV); Recreatie en toerisme; ICT en informatieveiligheid; Burgerparticipatie en communicatie; Project Omgevingswet; Project Dienstverlening
- Jim van den Hoorn (CDA): Welzijn; Zorg (Wmo en jeugd); Jeugdbeleid; Sociale zaken; Sport; Onderwijs; Volksgezondheid; Inclusieve samenleving

Gemeentesecretaris
- Ferdinand Contant: Ondersteunt het functioneren van het college van burgemeester en wethouders; Hoofd (directeur) van de ambtelijke organisatie

### Zustersteden
Putten heeft een stedenband met:
- Câmpia Turzii (Roemenië), sinds 2002
- Mago (Kenia)[4]
- Turda (Roemenië), sinds 2005

## Monumenten
In de gemeente zijn er een aantal rijksmonumenten, gemeentelijke monumenten, en oorlogsmonumenten, zie:
- Lijst van rijksmonumenten in Putten (gemeente)
- Lijst van gemeentelijke monumenten in Putten
- Lijst van oorlogsmonumenten in Putten

## Aangrenzende gemeenten
| Aangrenzende gemeenten     | Aangrenzende gemeenten | Aangrenzende gemeenten | Aangrenzende gemeenten | Aangrenzende gemeenten |
| -------------------------- | ---------------------- | ---------------------- | ---------------------- | ---------------------- |
| Zeewolde (Fl) (Nuldernauw) |                        |                        |                        | Ermelo                 |
|                            |                        |                        |                        |                        |
|                            |                        |                        |                        |                        |
|                            |                        |                        |                        |                        |
| Nijkerk                    |                        |                        |                        | Barneveld              |